# 秋田港
秋田港（日语：／ Akita-kō）是位於日本秋田縣秋田市西部的港灣，该港灣管理者是秋田縣，同時也被指定爲重點港灣。秋田港擁有貨櫃碼頭，並且秋田火力發電廠也位於秋田港附近。現在秋田港是環日本海地區最大的港口之一，有前往符拉迪沃斯托克及中國各地的定期航路。
秋田港在1941年之前稱為土崎港，自古代開始就是日本海沿岸的交通樞紐。秋田港位於舊雄物川（秋田運河）的出海口，也是北前船的停航地之一。過去港岸邊有八橋油田煉油廠，所以在戰時成為土崎空襲的重要目標。

## 國際航線
- 往韓國的定期航線
  - 興亜海運
  - 高麗海運
  - 南星海運
  - 陽海海運

## 國內航線
- 新日本海渡輪

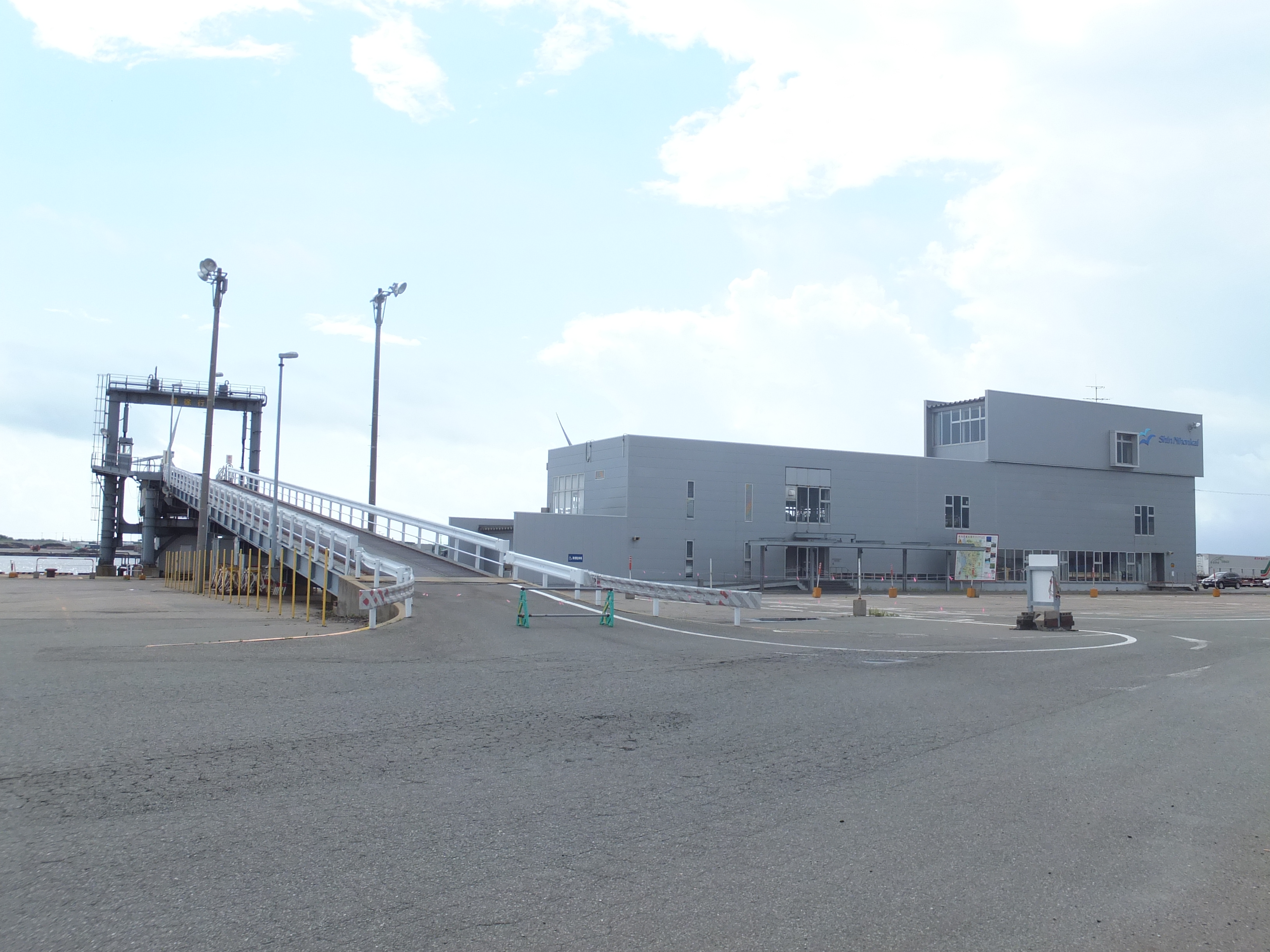
秋田港輪渡碼頭

  - 苫小牧東港 - 秋田港 - 新潟港 - 敦賀港

## 交通
- 秋田中央交通根據渡輪的開船時間運行前往秋田站的聯絡巴士。
- 東日本旅客鉄道（JR東日本）土崎站走路約30分鐘。
- 貨物列車可以直接經由奧羽本線的秋田貨物支線進入秋田港內的秋田港站，在港內則有秋田臨海鐵道線(北線、南線)可來往港內各處。
- 道路交通方面，一般國道7號、秋田縣道56號以及秋田自動車道的秋田北IC都在秋田港附近。

## 外部鏈結
- 秋田港灣事務所官網 （页面存档备份，存于）